# 刘传儒
刘传儒（1922年—2001年），男，江苏镇江人，中国液体火箭发动机专家，曾任第七机械工业部第一研究院液体火箭发动机研究所副所长、所长、科学技术委员会主任。